# Liste von Persönlichkeiten der Stadt Koblenz
Die Liste von Persönlichkeiten der Stadt Koblenz enthält die in Koblenz geborenen Persönlichkeiten sowie solche, die in Koblenz ihren Wirkungskreis hatten, ohne dort geboren zu sein. Beide Abschnitte sind jeweils chronologisch nach dem Geburtsjahr sortiert. Die Liste erhebt keinen Anspruch auf Vollständigkeit.

## In Koblenz geborene Persönlichkeiten

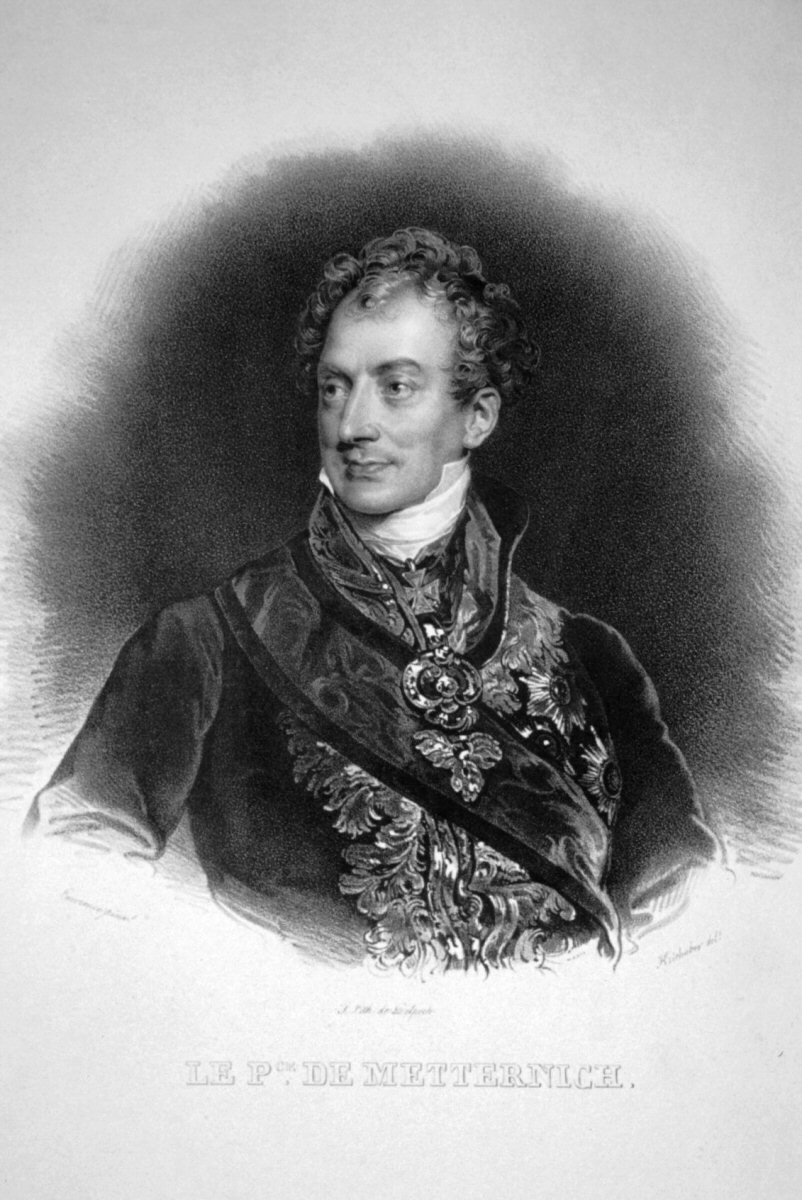
Fürst von Metternich war maßgeblich am Wiener Kongress beteiligt

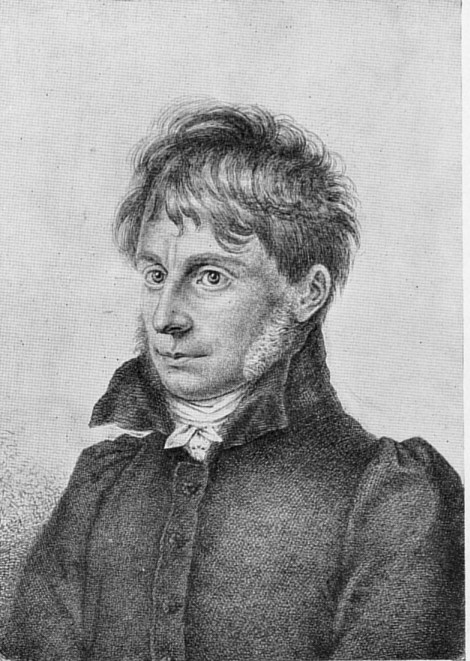
Josef Görres, Publizist und Herausgeber des liberalen Rheinischen Merkurs

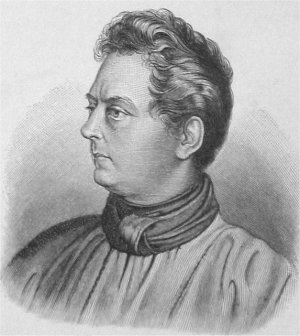
Clemens Brentano, Dichter von „Kein Tierlein ist auf Erden“, Herausgeber der Volkslied-
sammlung „Des Knaben Wunderhorn“ zusammen mit Achim von Arnim

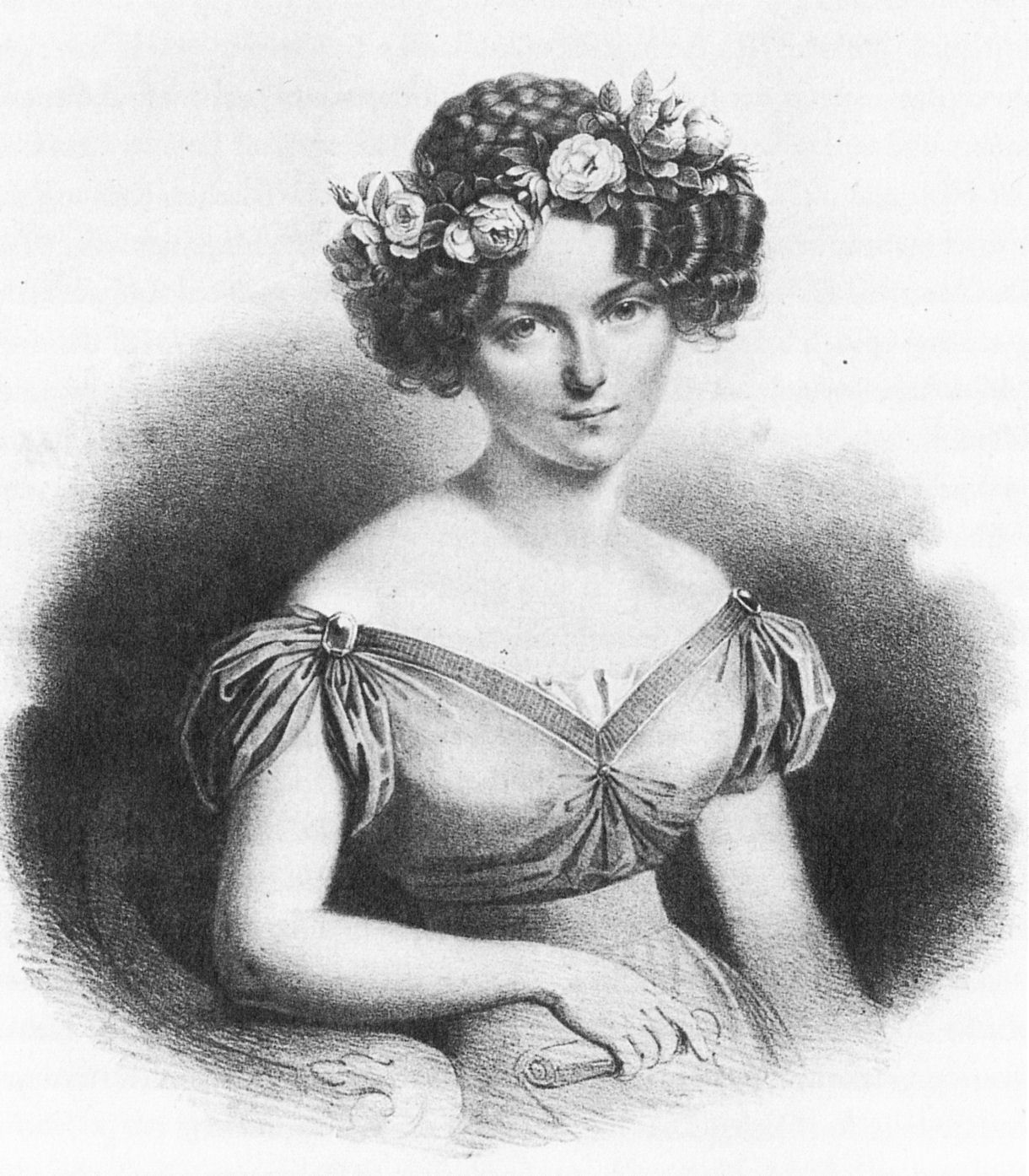
Die Opernsängerin Henriette Sontag um 1825

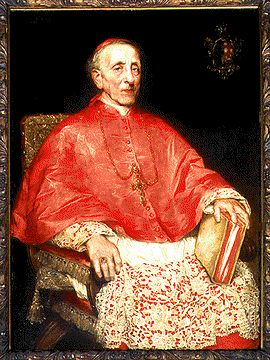
Philippus Kardinal Krementz

Adolf Dronke

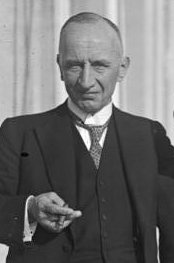
Karl Theodor von Guérard

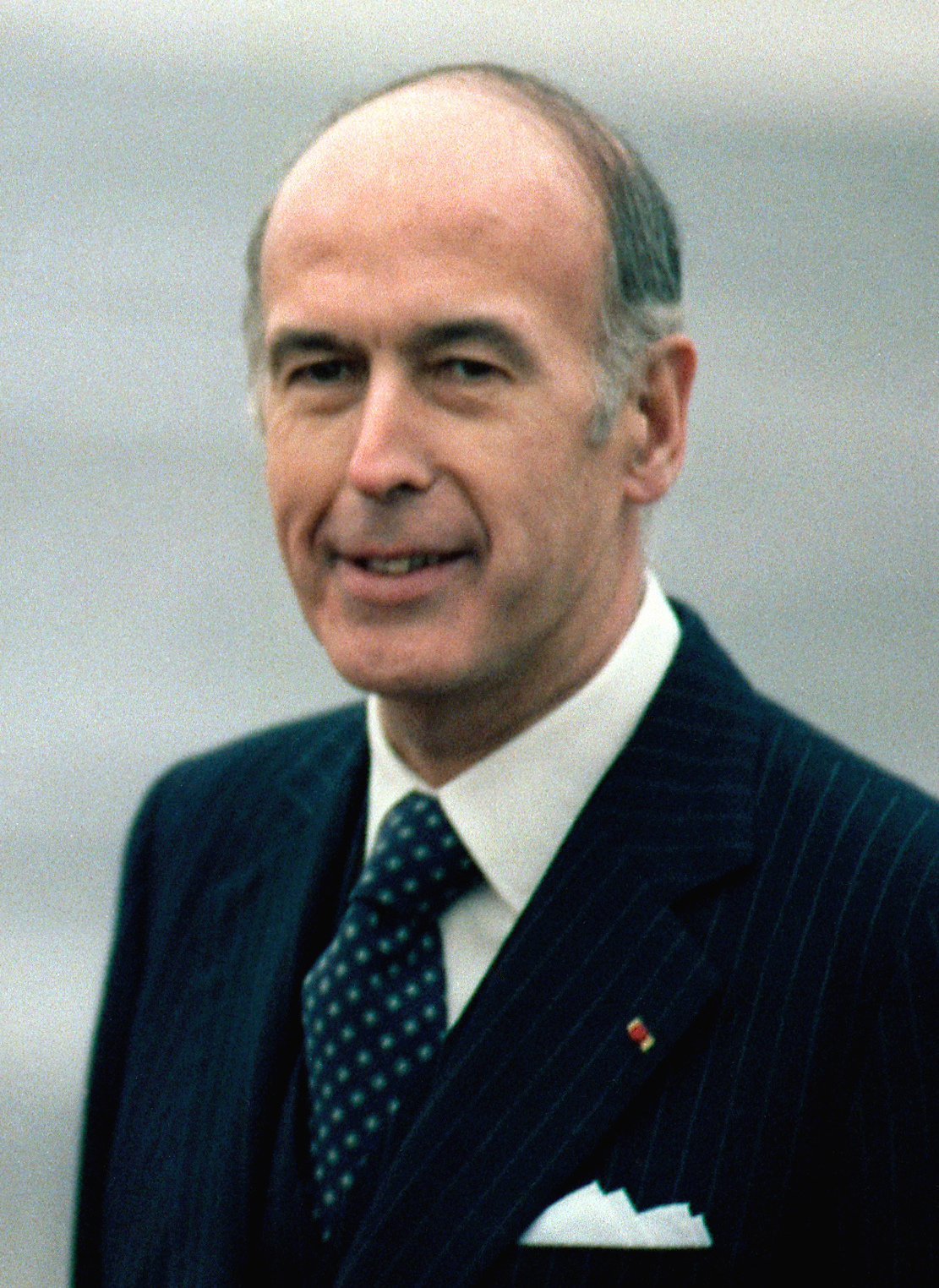
Der ehemalige französische Staatspräsident Valéry Giscard d’Estaing wurde 1926 in Koblenz geboren und erhielt 2006 die Ehrenbürgerschaft

### Bis 1750
- Drusilla (16–38 n. Chr.), Schwester des römischen Kaisers Caligula
- Theoderich von Wied (um 1170–1242), Erzbischof von Trier
- Heinrich Kalteisen (um 1390–1464), Dominikanerpater, Erzbischof von Nidaros in Norwegen
- Heinrich von Rübenach (um 1420–1493), Dominikanerpater, Theologieprofessor und Weihbischof
- Peter von Koblenz (um 1440–1501), Baumeister und Steinmetz
- Johann Lutter von Kobern (?–1536), Raubritter, in Koblenz hingerichtet
- Bartholomäus Klinge (um 1535–1610), Professor der Dialektik, Rhetorik und des Rechts an der Universität Rostock
- Otto Gereon von Gutmann zu Sobernheim (1571/72–1638), Weihbischof
- Johannes Magirus (1559–1609), Prediger und Kontroverstheologe am Jesuitenkolleg Speyer
- Johannes VII. Kaspar Pflüger (1620–1688), Abt von Marienstatt
- Johann Friedrich Champagnier (1622 – nach 1673), Kaufmann und Bürgermeister von Koblenz
- Johann Solemacher (1624–1682), kurtrierischer Hofrat und Geheimer Secretär
- Johann Caspar Champagnier (1626–1671), kurtrierischer Kellner
- Johann Arnold Ritter und Edler von Solemacher (1657–1734), Geheimer Rat und kurtrierischer Kanzler
- Johann Franz von Gaerz (1671–1719), kurtr. Geheim- und Hofrat, Reichstagsgesandter
- Hierotheus Confluentinus, bürgerlicher Name Johann Michael Stammel (1682–1766), Kapuzinerchronist
- Ferdinand Pesgen (1684–1731), Zisterzienser-Abt des Klosters Himmerod
- Johann Friedrich (Ludwig II) von Coll (1690–1746), Abt im Kloster Rommersdorf
- Johann Matthias Ritter und Edler von Coll (1692–1752), Dr. jur., Wirklicher Geheimer Rat, kurtrierischer Kanzler
- Johann Martin Albert Joseph von Coll (1697–1764), Oberst und Kriegsrat
- Emmerich Joseph von Breidbach zu Bürresheim (1707–1774), Kurfürst und Erzbischof von Mainz und Fürstbischof von Worms
- Johann Hugo II. von Hagen (1707–1791), kaiserlicher Reichshofratspräsident (1778–1791) und österreichischer Reichskonferenzminister
- Friedrich Ferdinand von der Leyen (1709–1760), Reichsgraf
- Franz Xaver Anton von Scheben (1711–1779), Titularbischof von Assuras und Weihbischof des Bistums Worms
- Karl Emmerich II. von Hagen (1711–1779), Amtmann in Kurtrier, Domherr und Archidiakon
- Johann Hugo Heinrich Franz von Gaerz (1716–1759), Geheim-, Hof- und Revisionsrat
- Ernst Anton Joseph von Mees (1718–1803), Wirklicher Geheimer Rat, Justizsenatsdirektor
- Johann Hugo Joseph Ritter und Edler von Coll (1735–1784), Dr. jur., Geheim- und Hofrat, Kanzleidirektor
- Johann Jacob Joseph Xaverius Ritter und Edler von Coll (1739–1798), Dr. jur. utr., Dechant zu St. Florin
- Ludwig Norbert Hermann Joseph von Coll (1739–1777), Hof-, Regierungs- und Revisionsrat
- Johann Franz Matthias von Coll (ca. 1740–1809), Hofgerichtsrat, Amtsverwalter zu Berncastel, Baldenau, Hunoldstein
- Maria Magdalena van Beethoven (1746–1787), Mutter von Ludwig van Beethoven
- Franz Georg Karl von Metternich (1746–1818), Diplomat
- Benedikt Beckenkamp (1747–1828), Maler
- Johann Heinrich Liel (1748–1834), kurtrierischer Hofrat

### 1751 bis 1800
- Johann Josef Mazza (1752–1828), Oberbürgermeister von Koblenz
- Johann Nikolaus Nebel (1752–1828), Bürgermeister von Koblenz
- Johann Aloys Josef von Hügel (1753–1826), Diplomat, Staatsmann und kaiserlicher Konkommissar
- Peter Andreas Kalt (1755–1815), kurfürstlicher Kanzler
- Joseph Gregor Lang (1755–1834), Pastor, Pädagoge und Kunstmäzen
- Joseph Marius von Babo (1756–1822), Schriftsteller
- Johann Nepomuk Hubert von Schwerz (1759–1844), Agrarwissenschaftler
- Damian Harthard Ignatz Xaver von Mees (1759–1836), kurtr. Hofgerichtsrat und Justizsenatsdirektor
- Johann Heinrich Brühl (1760–1831), Benediktiner und Schuldirektor
- Johann Friedrich Hugo von Dalberg (1760–1812), Pianist, Musikschriftsteller und Komponist
- Joseph von Hommer (1760–1836), Bischof von Trier
- Carl Joseph Burret (1761–1828), erster Landrat des Landkreises Koblenz
- Johann Heinrich Milz (1763–1833), Weihbischof
- Wilhelm Arnold Günther (1763–1843), Koblenzer Archivar und Weihbischof in Trier
- Philipp von der Leyen (1766–1829), Fürst von der Leyen
- Johann Jacob Joseph Ritter und Edler von Coll (1770–1827), kurtr. Regierungs- und Hofrat
- Jacob Reiff (1771–1848), Kaufmann und preußischer Landrat
- Joseph Andreas Maria Anschuez (1772–1855), Gründer des Koblenzer Musik-Instituts[1]
- Peter Franz Oster (1772–1841), Notar des Kantons Cochem, Bataillonschef der Bürgermiliz, Landrat im Kreis Cochem
- Klemens Wenzel Lothar von Metternich (1773–1859), Staatsmann im Kaisertum Österreich
- Johanna Franul von Weißenthurn (1773–1847), Schauspielerin und Schriftstellerin
- Georg Brentano (1775–1851), Großkaufmann
- Clemens Wenzeslaus Coudray (1775–1845), Architekt
- Sophie Brentano (1776–1800), Angehörige der Familie Brentano
- Joseph Görres (1776–1848), Gymnasial- und Hochschullehrer sowie Publizist
- Franz Spohn (1776–1806), Militär
- Abundius Maehler (1777–1853), Oberbürgermeister von Koblenz
- Clemens Brentano (1778–1842), Schriftsteller
- Clemens Wenzeslaus Ritter und Edler von Coll (1779–1844), Regierungsrat
- Johann Nicolaus Jacob Ritter und Edler von Coll (1781–1872), Bürgermeister von St. Goar, später von Zell an der Mosel
- Franz Georg Joseph von Lassaulx (1781–1818), Rechtswissenschaftler
- Johann Claudius von Lassaulx (1781–1848), Architekt
- Salentin von Cohausen (1782–1864), Landrat
- Hermann Josef Dietz (1782–1862), Fabrikant, Förderer des Koblenzer Bürgerhospitals
- Ferdinand Nebel (1782–1860), Architekt
- Franz von Münch-Bellinghausen (1787–1863), Landrat
- Franz Reisinger (1787–1855), Chirurg und Hochschullehrer
- Karl Josef Ignatz Mosler (1788–1860), Maler und Kunsthistoriker
- Katharina Buchwieser (1789–1828), Opernsängerin (Sopran) und Schauspielerin
- Friedrich Wilhelm Carové (1789–1852), Jurist, Schriftsteller und Philosoph
- Clemens Wenzelslaus von und zu Eltz-Rübenach (1791–1872), Rittergutsbesitzer und Politiker aus der Linie Rübenach des Adelsgeschlechtes Eltz
- Friedrich von Gärtner (1791–1847), Architekt
- Peter Joseph von Lindpaintner (1791–1856), Komponist und Dirigent
- Peter Gayer (1793–1836), Archivar, Maler und Historiker (Sohn des Koblenzer Bürgermeisters Johann Dominik Gayer)
- Simon Meister (1796–1844), Maler
- Johann Georg Müller (1798–1870), Theologe und katholischer Bischof
- Joseph von Boos zu Waldeck (1798–1880), Oberstleutnant und Stallmeister
- Jakob Hölscher (1798–1862), Verleger, Buchhändler und Stadtverordneter
- Karl von Liel (1799–1863), bayerischer Generalmajor und Kriegsminister
- Matthias Josef Raffauf (1798–1873), Gutsbesitzer und Politiker
- Franz Adams der Ältere (1800–1868), Mitglied des Vorparlaments und der Frankfurter Nationalversammlung
- Carl Josef Holzer (1800–1885), katholischer Geistlicher und Reichstagsabgeordneter
- Karl Hermann Zweiffel (1800-unbekannt), Landgerichtspräsident in Saarbrücken und Abgeordneter der Preußischen Nationalversammlung

### 1801 bis 1825
- Johannes Peter Müller (1801–1858), Physiologe, Meeresbiologe und vergleichender Anatom
- Eduard Puggé (1802–1836), Jurist, Vertreter der historischen Rechtsschule
- Hermann Anschütz (1802–1880), Maler
- Caroline Jaubert (1803–1882), französische Schriftstellerin und Salonnière
- Gottlieb Gassen (1805–1878), Maler
- Guido Görres (1805–1852), Schriftsteller
- Franz Carl Hasslacher (1805–1881), Landrat und Polizeidirektor
- Ernst von Lasaulx (1805–1861), Philologe, Geschichtsphilosoph und Politiker
- Johann Baptist Berger (1806–1888), römisch-katholischer Priester und Dichter
- Posa Claudius Linz (1806–1871), deutscher Verwaltungsjurist und Politiker
- Karl Friedrich Mohr (1806–1879), Pharmazeut
- Henriette Sontag (1806–1854), Opernsängerin
- Julius Stephan Wegeler (1807–1883), Mediziner und Heimatkundler
- August Reichensperger (1808–1895), Jurist und Politiker
- Nikolas Meister (1809–1883), deutschamerikanischer Maler
- Peter Reichensperger (1810–1892), Politiker
- August Gustav Lasinsky (1811–1870), Maler
- Carl Mand (1811–1892), Klavierbauer
- Nina Sontag (1811–1879), Schauspielerin und Nonne
- Jacob Philipp Caspers (1812–1883), Kaufmann und Politiker
- Karl Herrmann (um 1813–1881), Maler und Radierer
- Joseph Anton Nikolaus Settegast (1813–1890), Kirchenmaler
- Richard Linz (1814–1893), preußischer Verwaltungsbeamter und Landrat des Landkreises Ottweiler
- Karl Anschütz (1815–1870), Dirigent und Gründer der Deutschen Oper in New York
- Franz Jakob Clemens (1815–1862), Philosoph und Schriftsteller
- Wilhelm Gommelshausen (1815–1901), katholischer Pfarrer und Politiker
- Ernst von Holleben (1815–1908), Jurist und Kanzler
- Amalie von Lasaulx (1815–1872), Ordensschwester
- Ernst von Braun (1816–1891), preußischer Generalleutnant, Inspekteur der 1. Ingenieur-Inspektion
- Heinrich Hartung II. (1816–1893), Portraitmaler
- Hermann Nebel (1816–1893), Architekt
- Hermann Schaaffhausen (1816–1893), Anthropologe
- Georg Saal (1817–1870), Maler
- Albrecht von Stosch (1818–1896), General der Infanterie und Admiral
- Theodor Gericke (1819–1878), preußischer Generalmajor
- Philipp Krementz (1819–1899), Kardinal, Bischof von Ermland und Erzbischof von Köln
- Adolph Buschbeck (1820–1883), Offizier der Preußischen Armee und deutschamerikanischer Colonel des Unionsheers im Sezessionskrieg
- Johann Claudius von Longard (1820–1901), preußischer Beamter und Abgeordneter
- Hermann Maron (1820–1882), Journalist, Landwirt, Sekretär des Deutschen Handelstages, Reisender und Revolutionär
- Johann Hartung (1821–?), Bildhauer
- Peter Joseph Molitor (1821–1898), Maler
- Ernst Dronke (1822–1891), Schriftsteller und Publizist
- Leopold von Eltester (1822–1879), Archivar und Historiker
- Johann Lange (1823–1908), Maler
- Peter Joseph Osterhaus (1823–1917), Revolutionär, General, US-Diplomat und Geschäftsmann
- Wilhelm Hexamer (1825–1870), Revolutionär während der Märzrevolution von 1848/1849
- Eduard Koch (1825–1876), Architekt und Eisenbahnbaumeister
- Karl Heinrich Lottner (1825–1897), Jurist und Oberbürgermeister von Koblenz

### 1826 bis 1850
- August Nebe (1826–1895), Theologe und Heimatforscher
- Hermann Seul (1827–1912), Politiker und Versicherungsdirektor
- Franz Adams der Jüngere (1828–1891), Stadtrat, Mitglied des Preußischen Herrenhauses
- Sebastian Georg Schäffer (1828–1901), katholischer Geistlicher
- Johannes Rübsahmen (1830–1873), Jurist und Politiker
- Ernst Meister (1832–1904), Maler
- Albert Leopold Rheinemann (1833–nach 1879), Maler
- Friedrich von Runkel (1833–1914), Jurist, Verwaltungsbeamter und Gutsbesitzer
- Theodor am Ende (1834–1899), preußischer Generalleutnant
- Otto Tortilowicz von Batocki-Friebe (1835–1890), Majoratsbesitzer und Mitglied des deutschen Reichstags
- Heros von Borcke (1835–1895), preußischer Rittmeister und Lieutenant Colonel der Konföderierten Staaten von Amerika
- Theodor von der Goltz (1836–1905), Agrarwissenschaftler
- Maurus Kalkum (1836–1893), Abt von Wettingen-Mehrerau
- Jules Ruinart de Brimont (1836–1898), französischer Porträt-, Genre- und Landschaftsmaler der Düsseldorfer Schule
- Julius Wegeler (1836–1913), Unternehmer
- Ferdinand Wittmann (1836–nach 1870), sechsfacher Giftmörder
- Adolf Dronke (1837–1898), Gymnasialdirektor in Trier und Gründer des Eifelvereins
- Eduard Gustav Honrath (1837–1893), Kunsthändler und Entomologe
- Hermann Mosler (1838–1891), Katholischer Geistlicher und Mitglied des Deutschen Reichstags
- Theodor Creifelds (1839–1902), Fotograf
- Karl von Delius (1840–1907), königlich-preußischer Regierungsrat und Landrat
- Alexander Halm (1840–1913), Politiker, Landrat, deutscher Bezirkspräsident in Straßburg, Bürgermeister von Metz
- Ottilie von Hansemann (1840–1919), Frauenrechtlerin
- August von Druffel (1841–1891), Historiker
- Johannes Richter (1842–1889), Architekt
- Bartholomäus von Werner (1842–1924), Marineoffizier und Marineschriftsteller
- Fritz Baedeker (1844–1925), Verleger
- Heinrich Averbeck (1844–1889), Mediziner, Begründer der physikalischen Heilmethoden, Leiter von Bad Laubbach
- Jean Baptiste Feilner (1844–1912), Hof- und Architekturfotograf, Ansichtskartenverleger[2]
- Rudolf von Caemmerer (1845–1911), Generalleutnant z.D.
- Hartmann Grisar (1845–1932), Jesuit und Kirchenhistoriker
- Alexander Zick (1845–1907), Maler und Illustrator
- Angelika von Liebieg (1847–1919), Schatzgräberin und Sammlerin
- Heinrich Zaar (1847–1904), Architekt
- Carl Beyer (1848–1900), Archivar und Historiker
- Christine Hoiningen-Huene (1848–1920), Historikerin
- Josef Cornelius (1849–1943), Mundartdichter und Schöpfer des Schängelliedes
- Gustav Seligmann (1849–1920), Bankier
- Max von Fischel (1850–1929), Marineoffizier, Admiral der Kaiserlichen deutschen Marine und Chef des Admiralstabs
- Otto Kamp (1850–1922), Lehrer, Dichter des Naturalismus (Armeleutslieder)
- Wilhelm Linz (1850–1925), Jurist und Politiker (Zentrum)
- Paula Reinhard (1850–1908), Mitbegründerin des Klosters Bethlehem
- Ernst von Sommerfeld (1850–1917), Generalmajor

### 1851 bis 1875
- Jakob Caspers (1851–1933), Landwirt und Genossenschaftler
- Johann Jakob von Metzen (1851–1915), Jurist, Reichsgerichtsrat
- Bernhard Sepp (1853–1920), Historiker
- Maximilian von Breuning (1854–1909), preußischer Offizier, Verwaltungsbeamter und Landrat
- Udo von Wussow (1854–1915), preußischer Generalmajor, Rechtsritter des Johanniterordens
- Hermann von Kuhl (1856–1958), General der Infanterie und Militärhistoriker
- Hugo Gallenkamp (1859–1925), Jurist
- Philipp Gretscher (1859–1937), Sänger und Komponist
- Heinrich Hartung III. (1851–1919), Landschaftsmaler
- Max Bachem (1855–1917), Konteradmiral
- Jakob Beckenkamp (1855–1931), Mineraloge
- Hermann Forst (1858–1926), Historiker und Archivar
- Adolf Buehl (1860–1948), Hamburger Staatsrat
- Heinrich Haehling von Lanzenauer (1861–1925), Theologe und Weihbischof
- Adam Günther (1862–1940), Stadtbautechniker, Archäologe und Museumsleiter
- Reiner Haehling von Lanzenauer (1862–1925), Präsident des Landesfinanzamts in Köln
- Theodor von Guérard (1863–1943), Jurist und Politiker
- Peter Klöckner (1863–1940), Großindustrieller
- Anna Schoen-René (1864–1942), US-amerikanische Sängerin und Musikpädagogin
- Johann Oelbaum (1865–1944), Heilpraktiker und Magnetopath, Mitgründer TV Metternich
- Otto Antoine (1865–1951), Künstler
- Jean Louis Kehrmann (1865–1891), Landschaftsmaler
- Karl Emil Lambert Snethlage (1866–1910), Landrat des Landkreises Essen
- Joseph Eckerskorn (1867–1938), Fotograf und Schriftsteller
- Guillaume Bernays (1868–1882), Anwalt für Seerecht und Mordopfer im Justizfall Peltzer
- Florian Klöckner (1868–1947), Industrieller und Politiker
- Adolf von Trotha (1868–1940), Marineoffizier, zuletzt Admiral der Reichsmarine und Chef des Admiralstabs
- Hubert Flohr (1869–1940), Pianist, Musikpädagoge und Musikdirektor
- Moritz von Obernitz (1869–1958), Konteradmiral
- Hermann Stegemann (1870–1945), Schweizer Journalist und Schriftsteller
- Franz Peter Hamm (1872–1935), römisch-katholischer Theologe und Hochschullehrer
- Otto Falckenberg (1873–1947), Regisseur, Theaterleiter und Schriftsteller
- Hugo von Kayser (1873–1949), General der Kavallerie
- Ernst Link (1873–1952), Wasserbauingenieur
- Theodor Graf von Baudissin (1874–1950), Verwaltungsjurist
- Max Agerty (1875–1967), Schauspieler, Stummfilmproduzent und -regisseur
- Camillo Ritter (1875–1940), schottischer klassischer Violinist und Musikpädagoge

### 1876 bis 1900
- Albert Maria Fuchs (1876–1944), römisch-katholischer Geistlicher, Weihbischof in Trier
- Max Kemmerich (1876–1932), Kunst- und Kulturhistoriker, Privatgelehrter und Schriftsteller
- Engelbert Leber (1876–1920), Metallurg und Hochschullehrer
- Karl Mensing (1876–1953), Rechtsanwalt
- Karl Wollf (1876–1952), Dramaturg und Schriftsteller
- Robert Gerstenkorn (1877–1965), Maler und Grafiker
- Karl Haniel (1877–1944), Beamter
- Heinrich Schellen (1877–1939), Ministerialdirektor, Senatspräsident am Preußischen Oberverwaltungsgericht
- Adolf Bingel (1879–1953), Internist in Braunschweig
- Max von Laue (1879–1960), Physiker und Nobelpreisträger
- Paul Wentzcke (1879–1960), Historiker, Archiv- und Museumsdirektor
- Adolf Göggel (1880–1959), Politiker
- Curt Steinberg (1880–1960), Architekt, Baubeamter und Maler
- Fritz Bürkle (1883–1958), Jurist
- Friedrich Erxleben (1883–1955), katholischer Priester
- Albert Maring (1883–1943), römisch-katholischer Priester und Jesuit
- Heinrich Eisenbarth (1884–1950), Hamburger Bürgerschaftsabgeordneter und Senator
- Karl Böchel (1884–1946), Widerstandskämpfer
- Paul Kratz (1884–1958), deutscher Bildhauer
- Maximilian Raitz von Frentz (1885–1967), Jurist und Politiker
- Richard Radziewsky (1885–1969), Politiker
- Fritz von Unruh (1885–1970), Schriftsteller, Maler, Redner und Dichter
- Karl Wegeler (1885–1945), preußischer Landrat in Mayen
- Odo Casel (1886–1948), Liturgiewissenschaftler
- Hermann Gerstmayer (1886–1961), Schriftsteller
- Josef Grisar (1886–1967), katholischer Theologe
- Gus Kahn (1886–1941), amerikanischer Musiker, Liedermacher und Textdichter
- Andreas de Voys (1886–1973), Jurist, Bürgermeister der Stadt Paderborn
- Albert Lütke (1887–1939), Syndikus der Handelskammer Saarbrücken
- Curt von Maercken zu Geerath (1887  1945), Jurist und Verwaltungsbeamter
- Josef Mayer (1887–1961), Präsident des Bundesrechnungshofes
- Augustina Schumacher (1887–1945), Ordensgründerin
- Willi Max Scheid (1889–1932), Architekt, Gebrauchsgrafiker und Hochschullehrer
- Friedrich Herrlein (1889–1974), Offizier
- Erwin Reusch (1889–1936), Plakatkünstler und Werbegraphiker
- Hanny Franke (1890–1973), Landschaftsmaler
- Horst von der Goltz (1884–?), Spion
- Hans Nachtsheim (1890–1979), Zoologe und Genetiker
- Max von Stockhausen (1890–1971), Jurist und Regierungsbeamter
- Herm Dienz (1891–1980), Maler und Grafiker
- Hermann Funken (1891–1970), Politiker
- Claus von Platen (1891–1964), Landwirt und Politiker
- Ludwig Hamann (1892–1961), Landrat und Regierungspräsident
- Josef Buschmann (1893–1966), Kirchenmusiker
- Lotte Möller (1893–1973), Geographin, Hydrographin und Meeresbiologin, Hochschullehrerin
- Josef Schnorbach (1893–1973), Verwaltungsangestellter und Politiker
- Katharina Braun (1894–1989), Lehrerin, Grafikerin und Malerin
- Erich von Neindorff (1894–1993), Offizier, Landwirt sowie SA-Oberführer und Politiker
- Carl Clemens Bücker (1895–1976), Flugzeugkonstrukteur
- Albert Müller (1895–1945), Politiker
- Karl Burghof (1896–1972), Landrat
- Hans Kirschstein (1896–1918), Offizier
- Willi Lindner (1896–1964), Karnevalist
- Rudolf Krüger (1898–1980), Architekt
- Karl Weber (1898–1985), Politiker
- August Frede (1899–1972), Brigadegeneral
- Hans Herter (1899–1984), Altphilologe
- Wilhelm Hack (1899–1985), Kunstsammler
- Ewald Kreisch (* 1900, weitere Daten unbekannt), NS-Arzt, Beteiligter an Euthanasie-Verbrechen an der PHP Andernach

### 1901 bis 1925
- Hans Reifferscheid (1901–1982), Maler
- Karl Carius (1902–1980), Politiker
- Egon Endres (1902–1983), Jurist und Politiker
- Elisabeth Lennartz (1902–2001), Schauspielerin
- Hermann Müller (1902–1994), Politiker
- Joseph Breitbach (1903–1980), Schriftsteller, Journalist und Mäzen
- Max Cetto (1903–1980), deutsch-mexikanischer Architekt
- Clément Moreau (1903–1988), Gebrauchsgrafiker und Künstler
- Hans von Watter (1903–1945), Landrat
- Leopold Becker (1904–1977), Politiker
- Hans von Davidson (* 1904), Kapitän zur See der Kriegsmarine
- Jupp Flohr (1904–1958), Karnevalist, Mundartdichter und Schauspieler
- Ernst Frenzel (1904–1978), Politiker und SA-Führer
- Edwin Maria Landau (1904–2001), deutsch-schweizerischer literarischer Übersetzer und Verleger
- Karl Peters (1904–1998), Experte im Strafprozess- und Jugendrecht
- Hermann Unger (1905–1980), preußischer Landrat
- Felix Prentzel (1905–1993), Industriejurist
- Kurt Lehmann (1905–2000), Bildhauer
- Loni Franz (1905–1987), Jugendpflegerin und Heimleiterin am Kalmenhof
- Joachim Bergmann (1906–1974), Jurist
- Bernhard Günther (1906–1981), Politiker
- Walter Lurgenstein (1906–1964), Politiker
- Hermann Broermann (1908–1995), Maler
- Erich Franke (1908–1986), Politiker und Heimatforscher
- Karl Holstein (1908–1983), Industrieller
- Toni van Eyck (1910–1988), Schauspielerin
- Emil Halbheer (Milo; 1910–1978), Maler und Grafiker
- Gerd Lichtenhahn (1910–1964), Architekt
- Werner Mohr (1910–1993), Tropenmediziner und Hochschullehrer
- Elisabeth Alföldi-Rosenbaum (1911–1992), Klassische Archäologin
- Hanna Barth (1911–1961), Malerin und Grafikerin
- Grete Borgmann (1911–2001), Frauenrechtlerin
- Wilhelm Geiß (1911–nach 1986), Politiker (SED), stellvertretender Finanzminister der DDR
- Philipp Dott (1912–1970), Maler und Sgraffito-Künstler
- Hans-Wolfgang Heidland (1912–1992), evang. Theologe und Landesbischof der Evangelischen Landeskirche in Baden
- John A. Heintges (1912–1994), Generalleutnant der United States Army
- Heinrich Schwarzkopf (1912–1998), Ringer
- Hans Julius Zassenhaus (1912–1991), Mathematiker
- Johann Georg Müller (1913–1986), Maler und Grafiker
- Hans Gerke (1915–1998), Heimatforscher
- Cläre Schmitt (1915–2008), Politikerin
- Josef Gauchel (1916–1963), deutscher Fußballnationalspieler
- Anton Diffring (1916–1989), Schauspieler
- Susanne Hermans (1919–2013), Fürsorgerin und Politikerin
- Max Jacoby (1919–2009), Fotograf
- Ludwig von Manger-Koenig (1919–1983), Sozialhygieniker, Hochschullehrer und Staatssekretär
- Franz Schaaf (1919–1991), Unternehmer und Politiker (CDU), Mitglied des Landtages von Rheinland-Pfalz
- Heinrich Wolf (1919–1983), Fotograf
- Walter Ernsting (1920–2005), Science-Fiction-Schriftsteller
- Hans Georg Fassbender (1920–2015), Professor für allgemeine Pathologie
- Hans Robert Gerstenkorn (1920–1970), Bibliothekar, Ministerialrat
- Rolf Stiefel (1920–2005), Hörfunksprecher und Parodist
- Reinhard Hauschild (1921–2005), Journalist, Schriftsteller und Oberst der Bundeswehr
- Rolf Sackenheim (1921–2006), Künstler und Grafiker
- Karl Schaifers (1921–2009), Astronom
- Michel Auclair (1922–1988), Schauspieler
- Otto Fried (1922–2020), amerikanischer Künstler
- Bruno Loosen (1922–2016), Generalleutnant der Luftwaffe der Bundeswehr
- Wilhelm Stöck (1922–1997), Journalist und Nachrichtensprecher
- Werner Danz (1923–1999), Politiker
- Jürgen von Manger (1923–1994), Schauspieler, literarischer Kabarettist und Komiker
- Hans Merkt (1923–2001), Tierarzt und Hochschullehrer
- Karl Adam (1924–1999), Fußballspieler
- Willi Köchling (1924–2009), Fußballspieler
- Joe Juhnke (1925–2016), Schriftsteller
- Peter Ludwig (1925–1996), Industrieller und Kunst-Mäzen
- Karl Eduard Schneweis (1925–2014), Mediziner und Virologe
- Ingeborg Thomé (1925–2017), Fernsehjournalistin

### 1926 bis 1950
- Franz Eichenauer (1926–1995), Künstler
- Valéry Giscard d’Estaing (1926–2020), Staatspräsident von Frankreich
- Rudi Gutendorf (1926–2019), Fußballspieler und -trainer
- Franz Pfeffer (1926–2022), Diplomat
- Jakob Schwarzkopf (1926–2001), Glasmaler
- Carl Damm (1927–1993), Pädagoge und Politiker
- Rosemarie Fendel (1927–2013), Schauspielerin
- Edith Peres-Lethmate (1927–2017), Bildhauerin
- Karin von Dassel (1928–2013), Schauspielerin
- Hans-Joachim Hanisch (1928–2023), Schauspieler und Synchronsprecher
- Paul Koppe (1928–2003), Chemiker
- Horst Langes (* 1928), Pädagoge und Politiker
- Fred Metzler (1929–2010), Hörfunk- und Fernsehmoderator
- Heribert Schmitz (1929–2018), katholischer Theologe und Kirchenrechtler
- Kurt Schmitz (1929–2003), Politiker, Oberbürgermeister der Stadt Bottrop
- Drutmar Cremer (1930–2021), Schriftsteller, Verleger und Theologe
- Herbert Gauls (1930–2017), Fotograf
- Willi Hörter (1930–1996), Ingenieur und Politiker
- Klaus Doberschütz (1931–2019), Journalist, Medienfachmann und Regierungssprecher
- Franz Koppe (1931–2012), Sprach- und Literaturphilosoph, Hochschullehrer
- Aen Sauerborn (1933–2020), Malerin, Bildhauerin und Objektkünstlerin
- Helmut Schnatz (* 1933), Autor
- Heinz Peter Volkert (1933–2013), Politiker
- Heinz Kassung (1935–2013), Maler
- Rüdiger Lautmann (* 1935), Soziologe
- Christoph Stollenwerk (1935–2024), Jurist, Verwaltungsbeamter und Politiker
- Günther Binding (* 1936), Kunsthistoriker
- Ingo Pini (* 1936), Klassischer Archäologe
- Karl-Heinz Scherhag (1936–2015), Mitglied des Bundestags, Kfz-Mechanikermeister
- Jürgen Damrau (* 1937), Rechtswissenschaftler
- Heinrich Henkel (1937–2017), Dramatiker
- Johann Wilhelm Gerlach (* 1938), Rechtswissenschaftler und Hochschullehrer
- Karl-Heinz Ohlig (1938–2024), Professor für Katholische Theologie und Religionspädagogik
- Klaus Brockhoff (* 1939), Ökonom
- Wolfgang Schreiber (* 1939), Musikkritiker
- Udo Beitzel (* 1940), Brigadegeneral a. D. des Heeres der Bundeswehr
- Klaus Martin Girardet (* 1940), Althistoriker
- Helga Henselder-Barzel (1940–1995), Politologin
- Eduard Picker (* 1940), Rechtswissenschaftler
- Haakon Stein (* 1940), Degenfechter
- Klaus Weinand (* 1940), Basketballspieler
- Elisabeth Wangelin-Buschmann (* 1941), Organistin
- Hans-Peter Raddatz (* 1941), Orientalist und Publizist
- Brigitte Karbach (* 3. Dezember 1941;[3] † 22. September 2008[4]), „Brigittchen“, dienstälteste Prostituierte und „Wahrzeichen von Koblenz“
- Karl-Otto Stöhr (* 1942), deutsch-brasilianischer Mathematiker
- Karl-Heinz Best (* 1943), Sprachwissenschaftler
- Karl-Heinz Göttert (* 1943), Germanist
- Franz-Gerd Kraemer (* 1943), Politiker
- Dagmar Larisika-Ulmke (1943–1998), Politikerin
- Dieter Muscheid (1943–2015), Politiker (SPD)
- Werner Kroener (* 1944), Maler, Bildhauer und Hochschullehrer
- Florian Mausbach (* 1944), Stadtplaner
- Horst Weber (* 1944), Musikwissenschaftler, Hochschullehrer
- Manfred Becker-Huberti (* 1945), Theologe
- Rainer Maria Gassen (1946–2025), Lyriker, Übersetzer und Rezitator
- Thomas Giesen (* 1946), Landesdatenschutzbeauftragter in Sachsen
- Michael Adams (* 1947), Wirtschaftsjurist
- Georg J. Ahrens (1947–2021), Bildhauer und Hochschullehrer
- Hermann Giefer (* 1947), Schauspieler
- Veronika te Reh (* 1947), Chorleiterin und Librettistin
- Rainer Schmitt (* 1948), Hörspielsprecher, Schauspieler und Synchronsprecher
- Horst Franke (* 1949), Jurist und Hochschullehrer
- Michael Fuchs (1949–2022), Politiker
- Harald Siebenmorgen (1949–2020), Kunsthistoriker und Museumsdirektor
- Beate Klöckner (* 1950), Synchronautorin und Synchronregisseurin

### 1951 bis 1975
- Heribert Heinrich (* 1951), Politiker
- Alice Hoffmann (* 1951), Schauspielerin und Komikerin
- Martin Lörsch (* 1951), katholischer Theologe
- Michael P. Manns (1951–2025), Internist und Hochschullehrer
- Matthias Zágon Hohl-Stein (* 1952), Bildhauer, Maler und Grafiker
- Elmar Lampson (* 1952), Komponist
- Dieter Scheiff (* 1952), Vorstandsvorsitzender der Firma Adecco
- Volker Eichler (* 1953), Archivar
- Peter Hidien (* 1953), Fußballspieler
- Ursula Mogg (* 1953), Politikerin
- Wolfgang Nentwig (* 1953), Ökologe
- Ludwig Scherhag (* 1953), Fußballspieler
- Klaus Dicke (* 1953), Politologe, ehem. Rektor der Universität Jena
- Klaus Hartmann (* 1954), Philosoph und Anthroposoph
- Heinrich Haupt (* 1954), Diplomat und Botschafter in El Salvador
- Lutz Köpke (* 1954), Physiker und Hochschullehrer
- Hubertus Seibert (* 1954), Historiker
- Edgar Baitzel (1955–2007), Opernmanager
- Michael Grüber (* 1955), Kirchenmusiker
- Elisabeth Jünemann (* 1955), Sozialethikerin
- Detlev Pilger (* 1955), Politiker
- Hans-Hermann Pompe (* 1955), deutscher Pfarrer und Generalsekretär der Arbeitsgemeinschaft Missionarische Dienste
- Wolfgang Elz (* 1956), Historiker und Hochschullehrer
- Peter Frensch (* 1956), Psychologe
- Wolfgang Holler (* 1956), Kunsthistoriker und Museumsdirektor
- Volker Kefer (* 1956), Ingenieur und Mitglied des Vorstandes der Deutschen Bahn
- Dietmar Klein (* 1956), Filmregisseur und Drehbuchautor
- Markus Kneip (* 1956), General des Heeres der Bundeswehr
- Manfred Kollig (* 1956), katholischer Ordensgeistlicher, Generalvikar im Erzbistum Berlin
- Christiane Theobald (* 1956), Ballettdramaturgin und Kulturmanagerin
- Rainer B. Zotz (1956–2022), Mediziner und Hämostaseologe
- Dirk Heißerer (* 1957), Literaturwissenschaftler und Autor
- Martin Leimbach (* 1957), TV-Moderator und Werbefilm-Produzent
- Heinz-Werner Lenz (* 1957), Truckrennfahrer
- Rainer Wirz (* 1957), Herrenflorettfechter
- Sabine Bischoff (1958–2013), Damenflorettfechterin
- Michael Hörter (* 1958), Politiker
- Uwe Hüser (* 1958), Politiker
- Bernd Lechtenfeld (* 1959), Jazzmusiker
- Matthias von Randow (* 1959), Politiker und Lobbyist
- Birgit Sandkaulen (* 1959), Philosophin und Hochschullehrerin
- Dieter Schneider (* 1959), Fechter, Olympiateilnehmer, Stiftungsgründer
- Markus Caspers (* 1960), Designer, Autor und Hochschullehrer
- Katja Gloger (* 1960), Slawistin, Journalistin und Publizistin
- Frank Hartmann (* 1960), Fußballspieler
- Elke Diepenbeck (* 1961), Sängerin, Komponistin und Schauspielerin
- Gerd-Joachim von Fallois (* 1961), Journalist
- Volker Großkopf (* 1961), Rechtswissenschaftler
- Jürgen Heimbach (* 1961), Schriftsteller
- Jürgen Hillesheim (* 1961), Literaturwissenschaftler
- Dirko Juchem (* 1961), Jazz-Musiker
- Thomas Mohrs (* 1961), Philosoph und Hochschullehrer
- Klaus Martin Schmidt (* 1961), Wirtschaftswissenschaftler und Hochschullehrer
- Jürgen Paul Schwindt (* 1961), Altphilologe
- Andreas Grimm (* 1962), Filmkomponist und Hochschullehrer
- Ralf Günther (* 1962), Fernsehproduzent, Comedian und Bandleader
- Herbert Jösch (* 1962), Musiker und Bandleader
- Alfons Mais (* 1962), Generalleutnant, Inspekteur des Heeres
- Django Heinrich Reinhardt (* 1962), Musiker
- Mark Bellinghaus (* 1963), Schauspieler, Künstler, Autor
- Reinhard Kallenbach (* 1963), Journalist und Autor
- Jürgen Rißmann (* 1963), Film- und TV-Schauspieler
- Frank Kalter (* 1964), Soziologe
- Martin Krauß (* 1964), Politikwissenschaftler und Publizist
- Georg Schroeter (* 1964), Bluesmusiker, Pianist und Sänger
- Ana Veloso (* 1964), Autorin und Journalistin
- Jörg Bach (* 1965), Fußballspieler und -trainer
- Dag Baehr (* 1965), Generalmajor des Heeres der Bundeswehr
- Klaus Escher (* 1965), Politiker
- Sven Hoffmann (* 1965), Künstler, Fotograf, Zeichner und Autor
- Andreas Maurer (* 1965), Politikwissenschaftler und EU-Integrationsforscher
- Frank Neubacher (* 1965), Rechtswissenschaftler und Kriminologe
- Jürgen Zäck (* 1965), Triathlet
- Johannes Kalpers (* 1966), Sänger
- Helmut Schneider (* 1966), Betriebswirtschaftler
- Ulrike Fenzl (* 1967), Juristin
- Werner Hickel (* 1967), Germanist und freier Autor
- Bodo Illgner (* 1967), Fußballtorhüter
- Martina Johannsen (* 1967), Beamtin
- Johannes Flöck (* 1968), Comedian und Moderator
- Christian Kassung (* 1968), Medien- und Kulturwissenschaftler
- Inge Kroppenberg (* 1968), Rechtswissenschaftlerin
- Andreas Noga (* 1968), Schriftsteller
- Martin Sinner (* 1968), Tennisspieler
- Axel Britz (* 1969), Fußballspieler
- Georg Caspers (* 1969), Rechtswissenschaftler, Hochschullehrer
- Claudia Kleinert (* 1969), Diplom-Kauffrau und Fernsehmoderatorin
- Robert Mehl (* 1969), Architekt, Architekturfotograf und Journalist
- Jörn Müller (* 1969), Philosoph
- Sebastian Giesen (* 1970), Kunst- und Bauhistoriker, Sachbuchautor und Herausgeber
- Ursula Hoffmann (* 1970), Moderatorin, Journalistin und Redakteurin
- Benita Schrank (* 1971), Rechtsanwältin und Schauspielerin
- Marcus Steinweg (* 1971), Philosoph
- Jörg Zeller (* 1971), Jurist, Wirtschaftsingenieur und Hochschullehrer
- Alfred Breitenbach (* 1972), Altphilologe
- Sven Leo Conrad (* 1972), römisch-katholischer Priester, Dogmatiker und Mitglied der Priesterbruderschaft St. Petrus
- Nicole Bastian (* 1973), Journalistin
- Gianni Vitiello (1973–2009), DJ
- Tobi Baumann (* 1974), Regisseur
- Michael Hammes (* 1974), Schachspieler
- Alexander Ritter (* 1974), Historiker, Theologe und Gymnasiallehrer
- Florian Schwarz (* 1974), Filmregisseur
- Josef Winkler (* 1974), Politiker
- André Dietz (* 1975), Schauspieler
- David Langner (* 1975), Politiker
- Michael Reufsteck (* 1975), Journalist und Hörfunkmoderator
- Tobias Wolff (* 1975), Kulturmanager

### Seit 1976
- Tanja Gabriele Baudson (* 1976), Begabungsforscherin, Hochschullehrerin
- Dominic Busch (* 1976), Kulturwissenschaftler, Hochschullehrer
- Jan Bollinger (* 1977), Politiker
- Oliver Georgi (* 1977), Journalist und Autor
- Tobias Kassung (* 1977), Gitarrist
- Werner Moskopp (* 1977), Philosoph, Autor und Hochschullehrer der Universität Koblenz.
- Giorgina Kazungu-Haß (* 1978), Politikerin
- Jasmin Mersmann (* 1978), Kunsthistorikerin
- Patrick Doetsch (* 1979), Stuntman und Schauspieler
- Lucas Luhr (* 1979), Automobilrennfahrer
- Tristan Seith (* 1979), Theater- und Filmschauspieler
- Jens Tiedtke (1979–2019), Handballspieler
- Dennis Bauer (* 1980), Fechter
- Hartmut Kiewert (* 1980), Künstler
- Filippa Sayn-Wittgenstein (1980–2001), Fotografin
- Martin Stadtfeld (* 1980), Pianist
- Dennis Laubenthal (* 1981), Theater- und Filmschauspieler
- Fabian Stumm (* 1981), Schauspieler
- Miloš Vuković (* 1981), Schauspieler
- Tobias Lütke (* 1981), deutsch-kanadischer Unternehmer
- Peter Joppich (* 1982), Florettfechter
- Kristina Karst (* 1982), Schauspielerin
- Jens Müller (* 1982), Grafikdesigner, Typograf und Buchgestalter
- Dieter Paucken (* 1982), Fußballtorhüter
- Stefan Christmann (* 1983), Naturfotograf und Filmemacher
- Mirco Borniger (* 1984), Fußballtrainer
- Marina Himmighofen (* 1984), Fußballspielerin
- Kristin Silbereisen (* 1985), Tischtennisspielerin
- Lars Bender (* 1988), Fußballspieler
- Benedikt Oster (* 1988), Politiker, Mitglied des rheinland-pfälzischen Landtages
- Carolin Sophie Göbel (* 1989), Schauspielerin und Synchronsprecherin
- Elisa Schmidt (* 1990), Sängerin
- Marie Pyko (* 1993), Fußballspielerin
- Jan Nigges (* 1994), Musiker
- Florian Siekmann (* 1995), Politiker, Mitglied des Bayerischen Landtages
- Jan Choinski (* 1996), deutsch-britischer Tennisspieler
- Bennett (* 1997 oder 1998), Techno-Produzent und DJ
- Céline Bethmann (* 1998), Model
- Jana Highholder (* 1998), Ärztin, Poetry-Slammerin, YouTuberin und Autorin christlicher Bücher
- Vivien Schug (* 1998), Schauspielerin
- Tom Zimmerschied (* 1998), Fußballspieler
- Dominik Becker (* 2000), Fußballspieler
- Lucas Laux (* 2002), Fußballspieler

## Persönlichkeiten, die in Koblenz gewirkt haben
- Balduin von Luxemburg (1285–1354), Kurfürst und Erzbischof von Trier, Bauherr der Balduinbrücke
- Nikolaus von Kues (Cusanus) (1401–1464), Kardinal und Humanist, 1427–1445 als Stiftsherr an St. Florin in Koblenz
- Jakob III. von Eltz (1510–1581), Kurfürst und Erzbischof, Gründer des Jesuitenkollegs
- Johann Christoph Sebastiani (1640–1704), Architekt und Hofbaumeister
- Johann Georg Judas (um 1655–1726), Architekt, kurtrierischer Hofbaumeister
- Philipp Honorius von Ravensteyn (1655–1729), niederländischer Architekt und kurtrierischer Hofbaumeister
- Salentin Ernst Eugen Cohausen (1703–1779), deutscher Mediziner und kurtrierischer Leibarzt
- Johannes Seiz (1717–1779), kurtrierischer Hofbaumeister
- Januarius Zick (1730–1797), Maler und Architekt
- Sophie von La Roche (1730–1807), deutsche Schriftstellerin und Salonnière
- Clemens Wenzeslaus von Sachsen (1739–1812), letzter Kurfürst von Trier, Bauherr von Schloss und Theater Koblenz
- Johann Friedrich Deinhard (1772–1827), Gründer der Sektkellerei Deinhard
- Gustav von Rauch (1774–1841), preußischer General der Infanterie und Generalinspekteur der preußischen Festungen, später Kriegsminister; Miterbauer der Festung Koblenz
- Max von Schenkendorf (1783–1817), deutscher Dichter und Schriftsteller
- Carl Friedrich Wolf Feuerstein (1786–1856), ab 1828 Regimentsarzt in Koblenz
- Karl Baedeker (1801–1859), Autor und Verleger von Reiseführern
- Jakob Lehnen (1803–1847), deutscher Maler
- Johann Baptist Kraus (1805–1893), katholischer Pfarrer und Begründer der religiösen Parklandschaft Pfarrer-Kraus-Anlagen
- Augusta von Sachsen-Weimar-Eisenach (1811–1890), deutsche Kaiserin, Bauherrin der Kaiserin-Augusta-Anlagen
- Max Goebel (1811–1857), reformierter Theologe, Mitglied des Konsistorium
- Peter Friedhofen (1819–1860), Begründer des Ordens der Barmherzigen Brüder von Maria Hilf
- August Kind (1824–1904), Architekt und Baubeamter der Reichspost
- Max Bruch (1838–1920), Komponist und Musikdirektor
- Cherubine Willimann (1842–1914), Generalsuperiorin der Dominikanerinnen in Koblenz
- Heinrich Averbeck (1844–1889), Arzt und Begründer der physikalischen Heilmethoden und deren Kombination, Leiter der Wasser-Heilanstalt Bad Laubbach
- Otto Follmann (1856–1926), Geologe, Eifelforscher und Lehrer am Görres-Gymnasium
- Willem Kes (1856–1934), Koblenzer Generalmusikdirektor von 1905 bis 1926
- Henry Tureman Allen (1859–1930), US-amerikanischer General, Retter der Festung Ehrenbreitstein
- Carl Spaeter (1862–1930), Industriekaufmann und Industrieller
- Hans Dornbach (1885–1952), expressionistischer Maler
- Josef Friedrich Matthes (1886–1943), rheinischer Separatist
- Peter Altmeier (1899–1977), Ministerpräsident von Rheinland-Pfalz
- Aldfried Richter (* 1906), geboren in Essen, Jurist, unter anderem Oberregierungsrat und Stadtrat in Hamm, später Bürgermeister (CDU) und Kulturdezernent in Koblenz[5]
- Hubert Hermans (1909–1989), Jurist, Verwaltungsbeamter und Politiker
- Werner Theisen (1927–1993), Rechtsanwalt und Zeitungsverleger, bekannt für seine Spende zur Rekonstruktion des Reiterstandbildes am Deutschen Eck
- Udo Liessem (1944–2023), Kunsthistoriker und Denkmalpfleger

## Persönlichkeiten, die in Koblenz wirken
- Andreas Michel (* 1961), Zauberkünstler (Andino), Philosoph, Pädagoge, Moderator und Autor.
- Thomas Anders (* 1963), Popsänger
- Hendrik Beikirch (* 1974) Graffiti-, Streetart- und freischaffender -Künstler
- Tarsis Bonga (* 1997), Fußballspieler, aufgewachsen in Koblenz
- Isaac Bonga (* 1999), Basketballspieler, aufgewachsen in Koblenz